# Donderen
Donderen (53° 06′ N, 6° 33′ L) é uma cidade dos Países Baixos, na província de Drente. Donderen pertence ao município de Tynaarlo, e está situada a 10 km, a norte de Assen.
Em 2001, a cidade de Donderen tinha 99 habitantes. A área urbana da cidade é de 0.037 km², e tem 40 residências. 
A área de Donderen, que também inclui as partes periféricas da cidade, bem como a zona rural circundante, tem uma população estimada em 440 habitantes.